# Пак Ин Но
Пак Ин Но или Пак Инно́ (кор. 박인로; 1561, Кёнсандо — 1643) — корейский поэт, патриот. Писал на корейском языке и ханмуне. Псевдоним — Ноге.
Вместе с Чжэн Чхолем и Юн Шандао был известен как один из трёх крупнейших поэтов в Корее.
Его произведения, в основном, собраны в «Сборнике Люкси» (три тома), включающем 8 текстов, 60 стихотворений и сотни китайских стихов и прозы.
Поэт-лирик. Автор 68 сиджо и поэм-каса («Великое благоденствие», 1598; «На корабле», 1605) проникнуты патриотическим пафосом. В «Стансах о глухом переулке» (1610—1611) отражены даосские мотивы.

## Избранные сочинения
- «Слово о мире» (1598),
- «Стансы о глухом переулке»
- «Песнь о Йоннаме» (1635; п. 1978),
- «Песни о местечке Ноге»,
- «Собрание произведений учителя из местечка Ноге» (3 кн., изд. 1800).
- Облака пятицветныре, 1962.